# Municipio de May (Misuri)
El municipio de May (en inglés: May Township) es un municipio ubicado en el condado de Platte en el estado estadounidense de Misuri. En el año 2010 tenía una población de 23500 habitantes y una densidad poblacional de 283,5 personas por km².

## Geografía
El municipio de May se encuentra ubicado en las coordenadas 39°16′44″N 94°38′49″O / 39.27889, -94.64694. Según la Oficina del Censo de los Estados Unidos, el municipio tiene una superficie total de 82.89 km², de la cual 82.34 km² corresponden a tierra firme y (0.67%) 0.55 km² es agua.

## Demografía
Según el censo de 2010, había 23500 personas residiendo en el municipio de May. La densidad de población era de 283,5 hab./km². De los 23500 habitantes, el municipio de May estaba compuesto por el 83.11% blancos, el 8.51% eran afroamericanos, el 0.51% eran amerindios, el 3.06% eran asiáticos, el 0.2% eran isleños del Pacífico, el 1.82% eran de otras razas y el 2.79% pertenecían a dos o más razas. Del total de la población el 6.41% eran hispanos o latinos de cualquier raza.